# Athens, Georgia
Quận Athens-Clarke là một thành phố-quận trong tiểu bang Georgia, Hoa Kỳ. Thành phố có diện tích km², dân số theo điều tra năm 2000 của Cục điều tra dân số Hoa Kỳ là 100.266 người bao gồm toàn bộ quận Athens-Clarke nhưng trừ Winterville và một phần của Bogart). Daan số năm 2009 là 114.983 người. 
Quận Athens-Clarke là thành phố lớn thứ 5 ở tiểu bang Georgia và là thành phố chính của vùng thống kê đô thị quận Athens-Clarke, có dân số 189.264 người vào thời điểm năm 2008.
Đại học Georgia nằm ở thành phố đại học này và mang lại sự phát triển cho thành phố. Năm 1991, sau một cuộc cử tri năm trước đó, thành phố đã bỏ điều lệ của mình để lập một quận-thành phố thống nhất với quận Clarke, gọi chung là quận Athens-Clarrke.